# مارچین کووالچیک
مارچین کووالچیک (لهستانی: Marcin Kowalczyk؛ زادهٔ ۲۸ ژوئیه ۱۹۸۷) بازیگر اهل لهستان است.
از فیلم‌ها یا مجموعه‌های تلویزیونی که وی در آن‌ها نقش داشته است، می‌توان به دست‌به‌کار شو، برادر، کارگزار من، تو خدایی، بازخورد و لیور اشاره نمود.